# スズキユカ
スズキ ユカ（1971年 - ）は、日本の漫画家、イラストレーター。女性。埼玉県出身。
1993年、『インチキ野郎』でアフタヌーン四季賞に入賞（松本こまつ名義）。1999年、第6回電撃ゲーム小説大賞イラスト部門にて金賞受賞。代表作は『おうちでごはん』。

## 作品リスト

### 漫画作品
- 女王の百年密室（原作：森博嗣、2001年、幻冬舎 全1巻）
- おうちでごはん（『まんがライフMOMO』2003年[2] − 2019年1月号（休刊号[3]）→『まんがくらぶ』 - 2019年5月号[2]、竹書房、全12巻）
- 迷宮百年の睡魔（原作：森博嗣、2005年、幻冬舎、全1巻）
- いのちのタマゴ くじけないもん！不妊治療奮闘記（2011年、竹書房、全1巻）
- 赤目姫の潮解（原作：森博嗣、2018年、幻冬舎、全1巻）

### イラスト
- 九官鳥刑事―明日は我が身の九官鳥（阿智太郎著、電撃文庫、メディアワークス）
- おちゃらか駅前劇場―阿智太郎短編集（阿智太郎著、電撃文庫、メディアワークス）
- 迷宮百年の睡魔（森博嗣著、幻冬舎）
- Bootleg（土岐友浩著、書肆侃侃房）